# 老北京风情街

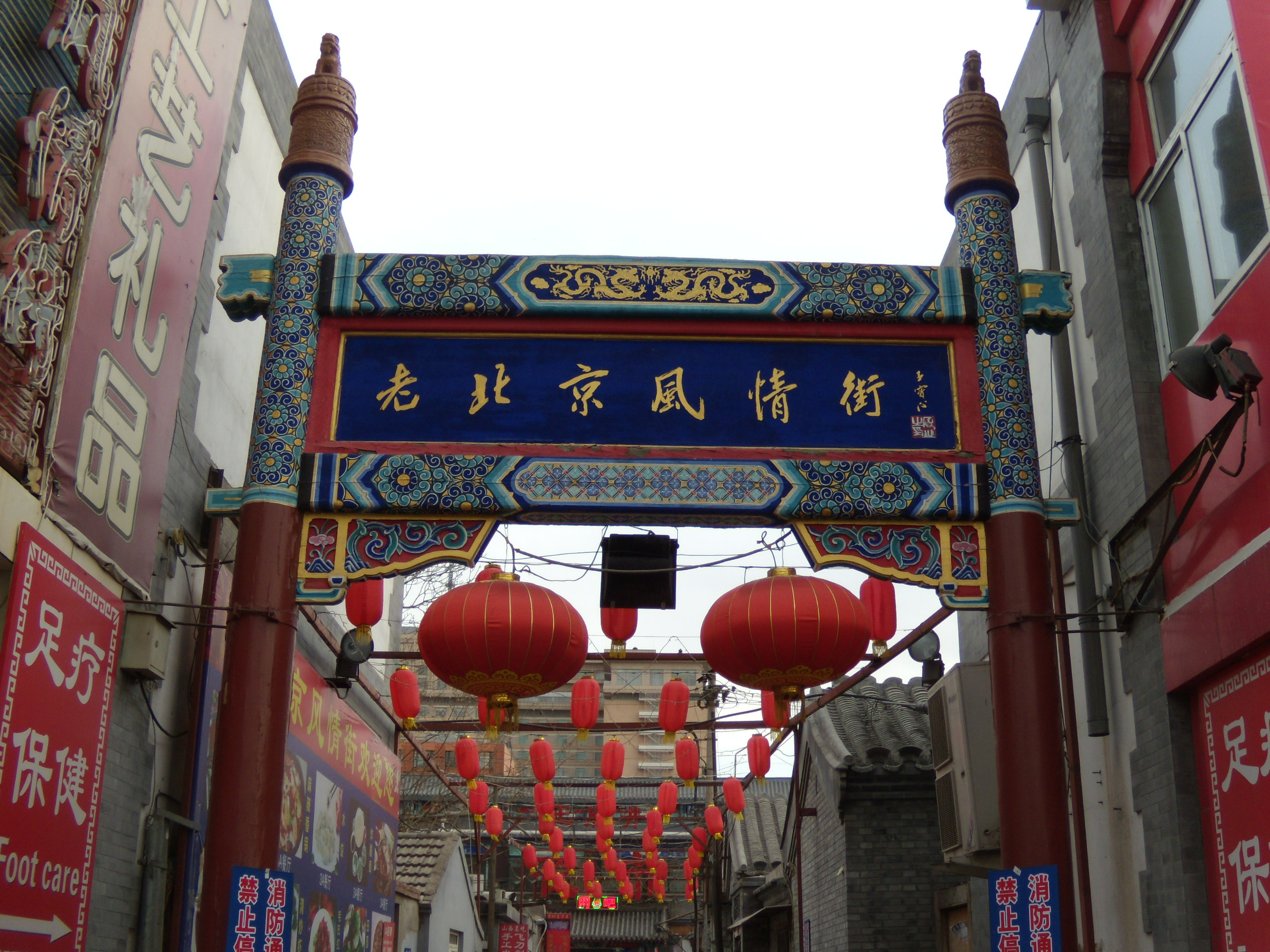
位于大甜水井胡同南侧的老北京风情街北门

39°54′42″N 116°24′35″E / 39.9116227°N 116.4097076°E
老北京风情街位于中国北京市东城区王府井地区，是集中展示老北京民俗文化的商业中心。

## 简介

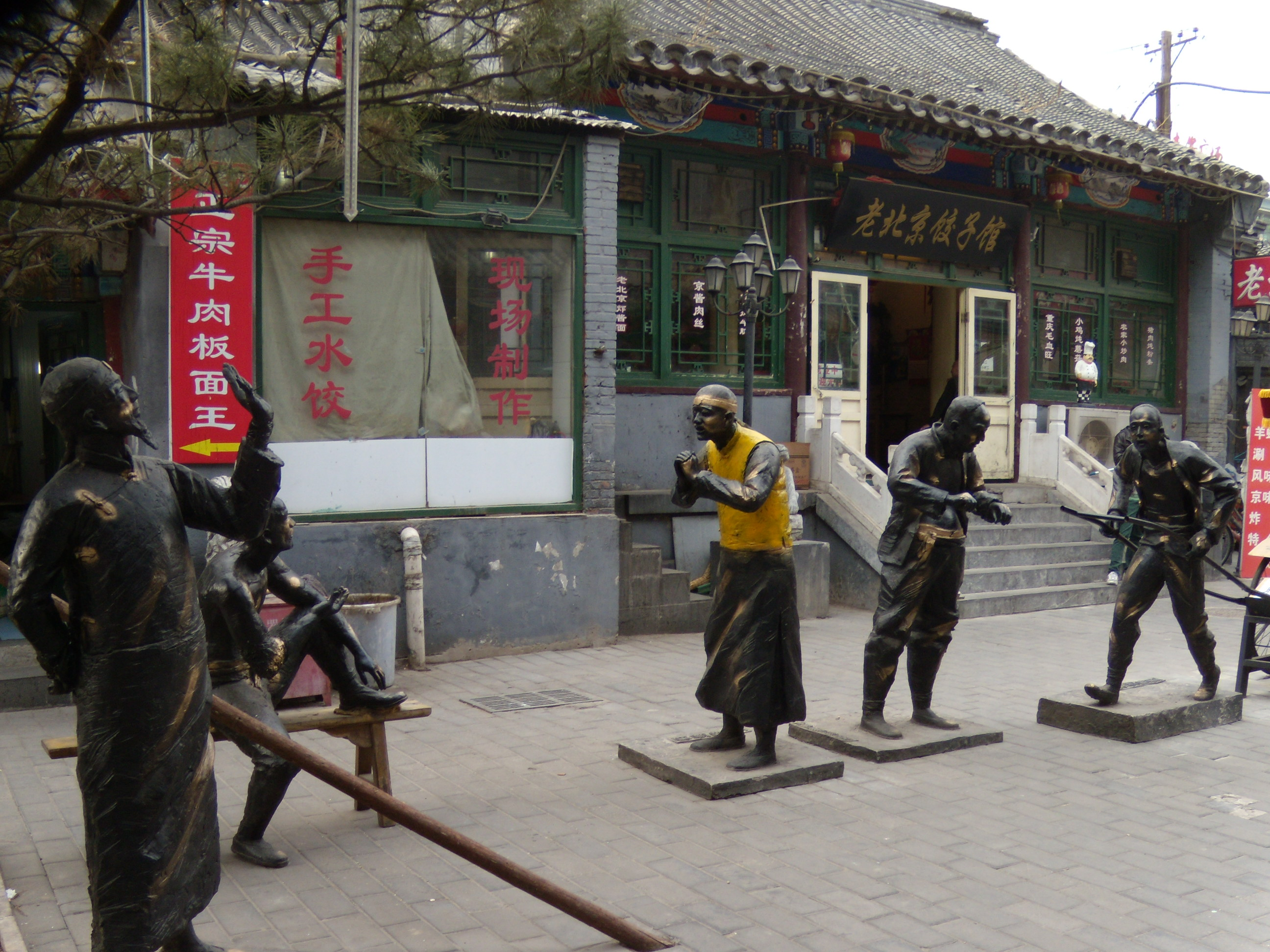
老北京风情街内主楼北侧主题广场西部的雕塑《老掌柜》、《北京大爷》、《祥子与洋车》

老北京风情街位于大甜水井胡同以南，王府井西街以东，王府井小吃街及王府井民俗文化街以西。老北京风情街于2009年7月12日正式开街。北京市书画艺术院院长王宝心题写了“老北京风情街”的匾额。

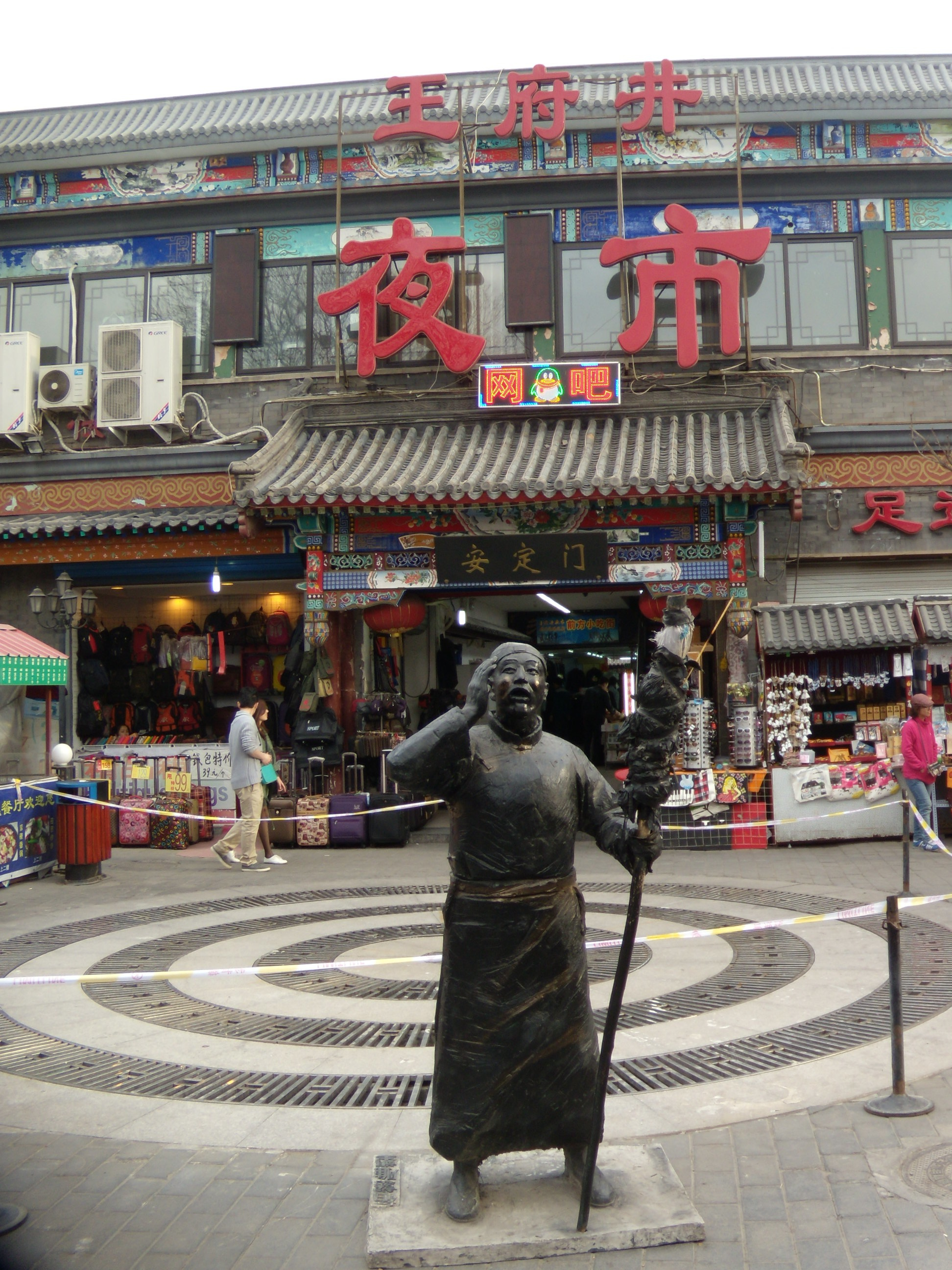
老北京风情街主楼北门“安定门”，门外广场上是雕塑《卖糖葫芦》

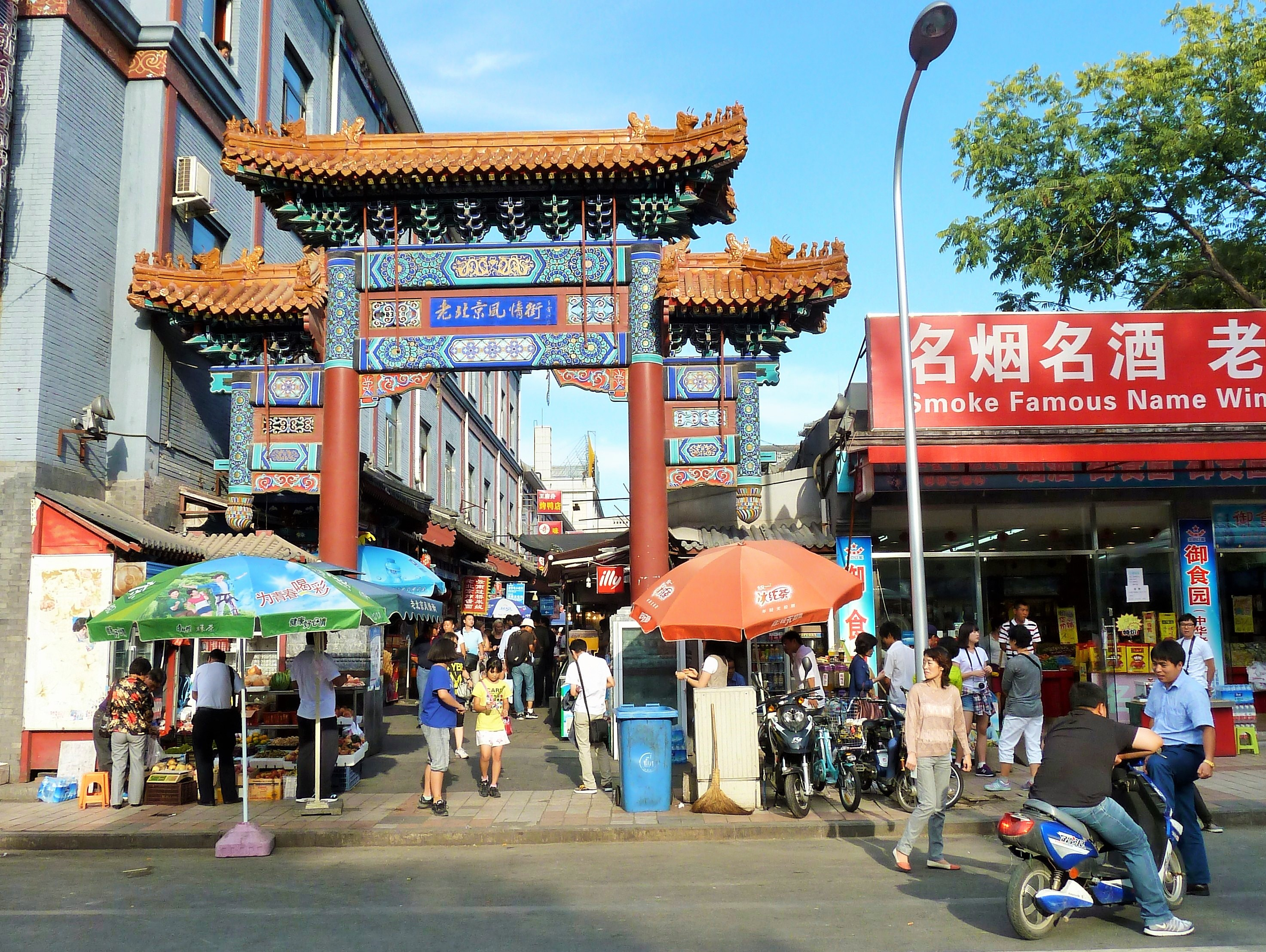
老北京风情街

老北京风情街的东、西、北面各立有一座仿古牌楼，上书王宝心题写的“老北京风情街”。北牌楼开在大甜水井胡同南侧，西牌楼开在王府井西街东侧，东牌楼开在王府井小吃街以西，正对王府井大街上的王府井小吃街牌楼。整个院落南侧是利用原《经济日报》社的废旧厂房改建的主楼，主楼的3个通道上方分别悬有“东安门”、“安定门”、“西安门”的牌匾，其中东通道挂“东安门”，西通道挂“西安门”，北通道挂“安定门”。主楼内出售各种老北京传统食品及小吃、工艺品。
老北京风情街主楼北侧占地大约2500平方米的主题广场内，摆放有汉白玉石鼎，还立有《卖糖葫芦》、《老掌柜》、《北京大爷》、《祥子与洋车》等反映老北京的雕塑。在老北京风情街西入口处，有“老茶棚”景点，再现了老北京民众在路边喝茶的情景。街内还布有多幅老照片，反映了朝阳门、东直门、西直门、阜成门、崇文门的旧貌。